# Fumiya Suzuki
Fumiya Suzuki (鈴木 郁也 Suzuki Fumiya?), född 29 april 1998 i Tokyo prefektur, är en japansk fotbollsspelare.
Suzuki började sin karriär 2016 i FC Tokyo.